# Arrondissements du Gard

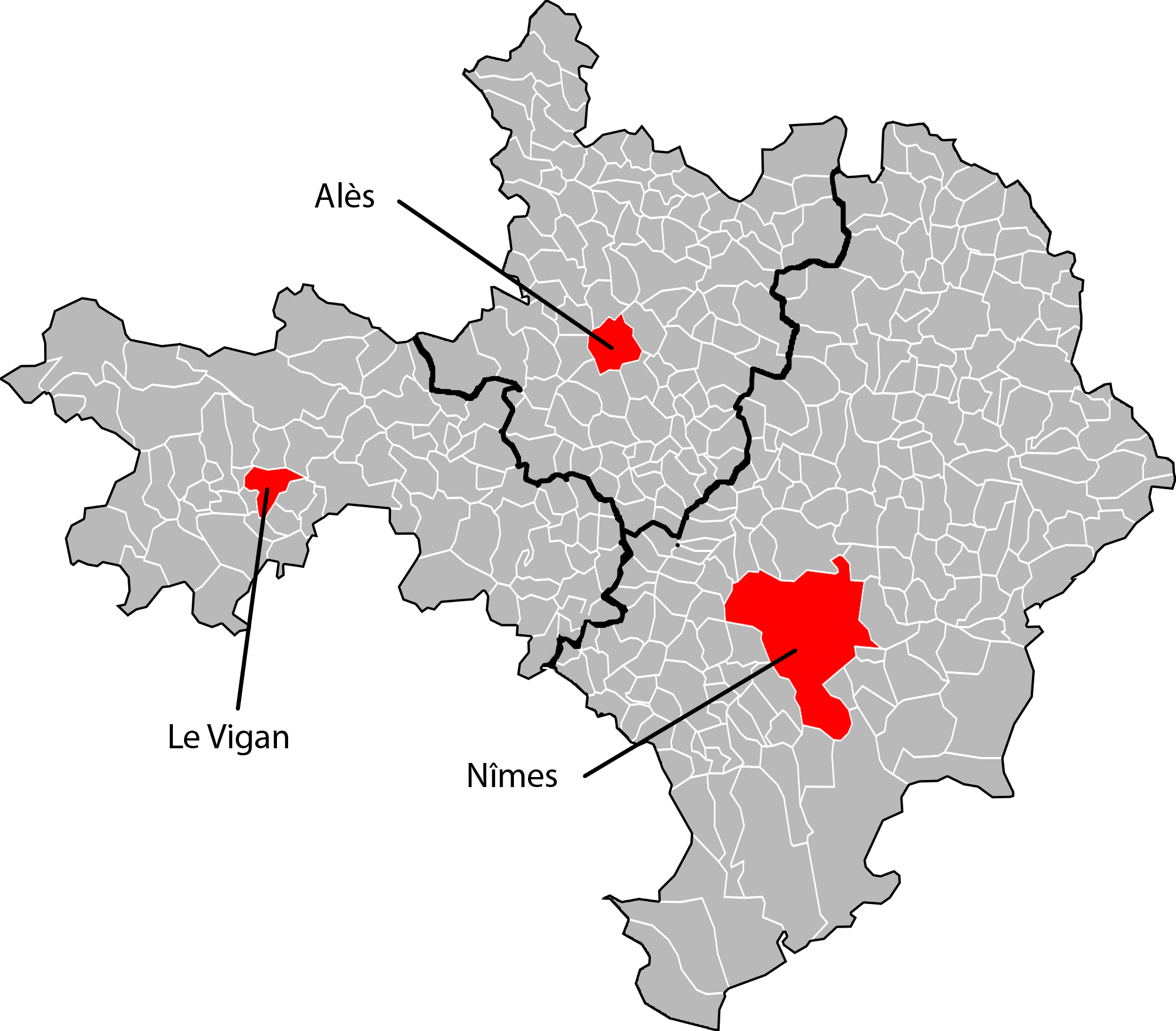
Les 3 arrondissements du Gard

Le département français du Gard est subdivisé en trois arrondissements.

## Composition
| Nom                     | Code Insee | Superficie (km2) | Population (dernière pop. légale) | Densité (hab./km2) | Modifier             |
| ----------------------- | ---------- | ---------------- | --------------------------------- | ------------------ | -------------------- |
| Arrondissement d'Alès   | 301        | 1 304,20         | 154 805 (2022)                    | 119                | modifier les données |
| Arrondissement de Nîmes | 302        | 3 158,10         | 569 528 (2022)                    | 180                | modifier les données |
| Arrondissement du Vigan | 303        | 1 390,60         | 39 677 (2022)                     | 29                 | modifier les données |
| Gard                    | 30         | 5 853,00         | 764 010 (2022)                    | 131                | modifier les données |

## Histoire
- 1790 : création du département du Gard avec huit districts : Alais, Beaucaire, Nîmes, Pont-Saint-Esprit, Saint-Hippolyte, Sommières, Uzès, Le Vigan
- 1800 : création des arrondissements : Alais, Le Vigan, Nîmes, Uzès
- 1926 : suppression de l'arrondissement d'Uzès ; la commune d'Alais est devenu Alès en 1926